# Ґбеляни
Ґбеляни (словац. Gbeľany) — село, громада округу Жиліна, Жилінський край, регіон Горне Поважіє. Кадастрова площа громади — 7,13 км².
Населення 1410 осіб (станом на 31 грудня 2017 року).

## Історія
Ґбеляни згадуються 1362 року.

## Географія
Протікають Ґбелянський потік і Котрчіна.

## Населення
| Рік:            | 1994. | 2004.   | 2014.   | 2024.    |
| --------------- | ----- | ------- | ------- | -------- |
| Кількість осіб: | 1151  | 1244    | 1225    | 1586     |
| Різниця:        |       | +8,07 % | -1,52 % | +29,46 % |

| Рік:            | 2023. | 2024.   |
| --------------- | ----- | ------- |
| Кількість осіб: | 1567  | 1586    |
| Різниця:        |       | +1,21 % |